# 峰岡町
峰岡町（みねおかちょう）は、神奈川県横浜市保土ケ谷区の地名。現行行政地名は峰岡町1丁目から峰岡町3丁目（字丁目）。住居表示未実施区域。面積は0.515km²。

## 地理
南は国道16号（八王子街道）を挟んで川辺町と、東では宮田町と、北では鎌谷町・岡沢町・常盤台と、西では和田と接する。

### 地価
住宅地の地価は、2025年（令和7年）1月1日の公示地価によれば、峰岡町1丁目23番13の地点で31万2000円/m²、峰岡町2丁目275番2の地点で21万9000円/m²となっている。

## 歴史

### 町名の由来
町名は「峯ノ下」とこの地の開拓者「岡野欣之助」の姓に因んで「峯」と「岡」を組み合わせてつけた。

### 沿革
古くは橘樹郡保土ケ谷町字帷子町の一部で、1927年（昭和2年）4月1日に横浜市に編入された。
- 同年10月1日、帷子町の字栗林、峯の下、峯坂などの区域から新設。
- 1940年（昭和15年）11月1日 - 川辺町、岡沢町、峰沢町、常盤台、釜台町を新設分割。

## 世帯数と人口
2025年（令和7年）6月30日現在（横浜市発表）の世帯数と人口は以下の通りである。
| 丁目        | 世帯数    | 人口    |
| ----------- | --------- | ------- |
| 峰岡町1丁目 | 1,225世帯 | 2,173人 |
| 峰岡町2丁目 | 1,734世帯 | 3,076人 |
| 峰岡町3丁目 | 920世帯   | 1,502人 |
| 計          | 3,879世帯 | 6,751人 |

### 人口の変遷
国勢調査による人口の推移。
| 年                 | 人口  |
| ------------------ | ----- |
| 1995年（平成7年）  | 7,050 |
| 2000年（平成12年） | 7,155 |
| 2005年（平成17年） | 6,946 |
| 2010年（平成22年） | 6,919 |
| 2015年（平成27年） | 6,632 |
| 2020年（令和2年）  | 6,779 |

### 世帯数の変遷
国勢調査による世帯数の推移。
| 年                 | 世帯数 |
| ------------------ | ------ |
| 1995年（平成7年）  | 3,063  |
| 2000年（平成12年） | 3,214  |
| 2005年（平成17年） | 3,301  |
| 2010年（平成22年） | 3,479  |
| 2015年（平成27年） | 3,500  |
| 2020年（令和2年）  | 3,754  |

## 学区
市立小・中学校に通う場合、学区は以下の通りとなる（2024年11月時点）。
| 丁目        | 番・番地等 | 小学校               | 中学校                 |
| ----------- | ---------- | -------------------- | ---------------------- |
| 峰岡町1丁目 | 全域       | 横浜市立峯小学校     | 横浜市立宮田中学校     |
| 峰岡町2丁目 | 全域       | 横浜市立峯小学校     | 横浜市立宮田中学校     |
| 峰岡町3丁目 | 全域       | 横浜市立常盤台小学校 | 横浜市立保土ケ谷中学校 |

## 事業所
2021年（令和3年）現在の経済センサス調査による事業所数と従業員数は以下の通りである。
| 丁目        | 事業所数  | 従業員数 |
| ----------- | --------- | -------- |
| 峰岡町1丁目 | 58事業所  | 925人    |
| 峰岡町2丁目 | 45事業所  | 330人    |
| 峰岡町3丁目 | 24事業所  | 289人    |
| 計          | 127事業所 | 1,544人  |

### 事業者数の変遷
経済センサスによる事業所数の推移。
| 年                 | 事業者数 |
| ------------------ | -------- |
| 2016年（平成28年） | 126      |
| 2021年（令和3年）  | 127      |

### 従業員数の変遷
経済センサスによる従業員数の推移。
| 年                 | 従業員数 |
| ------------------ | -------- |
| 2016年（平成28年） | 1,329    |
| 2021年（令和3年）  | 1,544    |

## 施設
- 横浜市立峯小学校
- 横浜新道峰岡インターチェンジ

## その他

### 日本郵便
- 郵便番号 : 240-0064[3]（集配局：保土ヶ谷郵便局[18]）

### 警察
町内の警察の管轄区域は以下の通りである。
| 丁目        | 番・番地等 | 警察署         | 交番・駐在所 |
| ----------- | ---------- | -------------- | ------------ |
| 峰岡町1丁目 | 全域       | 保土ケ谷警察署 | 宮田町交番   |
| 峰岡町2丁目 | 全域       | 保土ケ谷警察署 | 宮田町交番   |
| 峰岡町3丁目 | 全域       | 保土ケ谷警察署 | 宮田町交番   |